# Ute Frevert

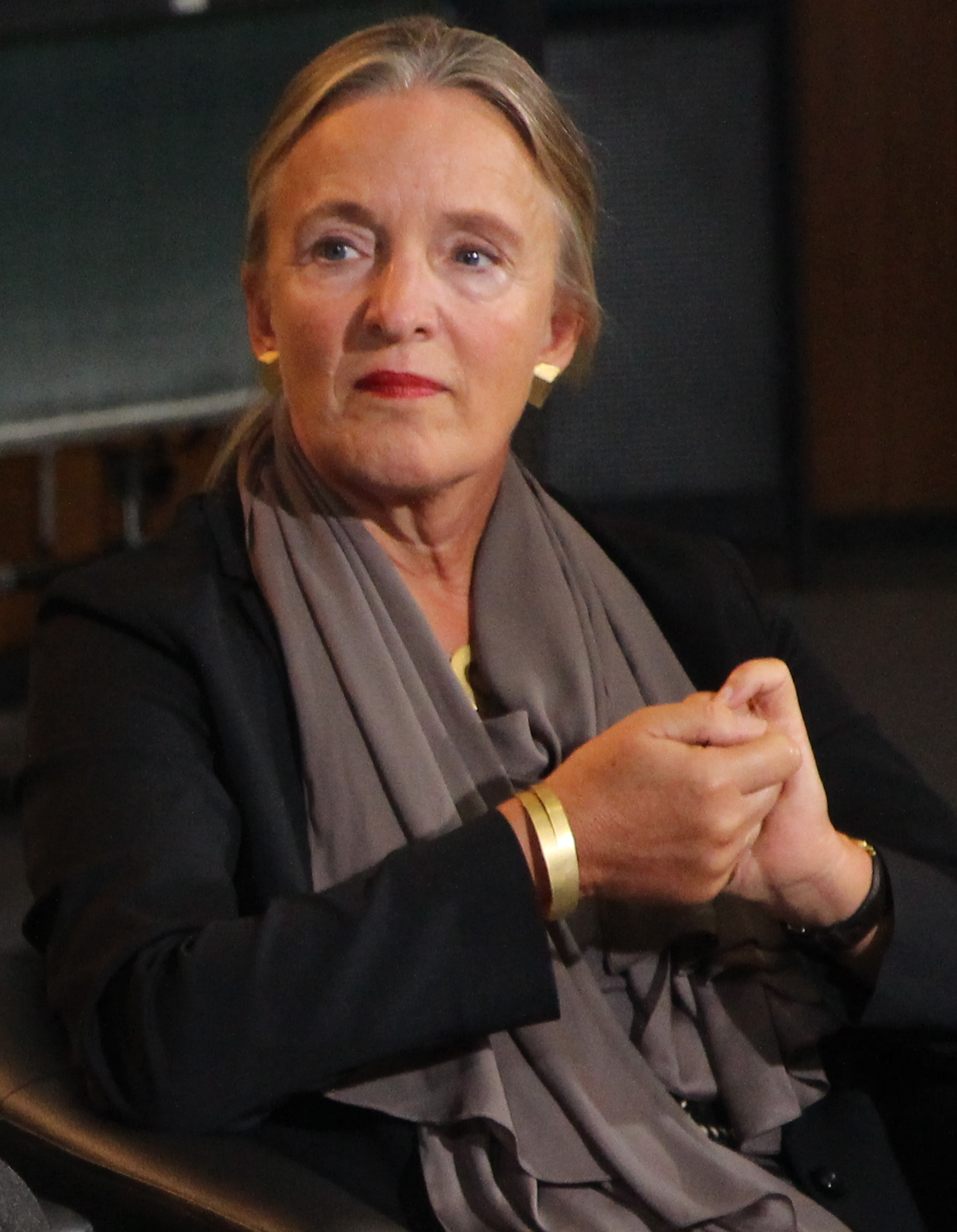
Ute Frevert auf dem Deutschen Historikertag 2014

Ute Frevert (* 10. Juni 1954 in Schötmar) ist eine deutsche Historikerin. Ihre Forschungsgebiete sind Neuere und Neueste Geschichte sowie Sozial- und Geschlechtergeschichte. Von Januar 2008 bis 2024 war sie Direktorin des Forschungsbereiches „Geschichte der Gefühle“ am Max-Planck-Institut für Bildungsforschung in Berlin. Seit März 2023 ist sie Präsidentin der Max Weber Stiftung.

## Leben und Wirken
Ute Frevert ist Tochter einer Schulsekretärin und eines Elektrikers. In ihrer Jugend war sie bei den Jusos engagiert. Sie studierte von 1971 bis 1977 Geschichte und Sozialwissenschaft an den Universitäten Münster und Bielefeld und an der London School of Economics and Political Science. 1982 wurde sie an der Universität Bielefeld zum Dr. phil. promoviert und 1989 habilitiert.
Danach arbeitete sie an mehreren Forschungseinrichtungen. 1989/1990 sowie 2004/2005 war sie Fellow am Wissenschaftskolleg zu Berlin und 2000/2001 Fellow am Center for Advanced Study in the Behavioral Sciences der Stanford University. 1991/1992 war sie Professorin für Neuere Geschichte an der Freien Universität Berlin und 1992 bis 1997 an der Universität Konstanz. 1997 wurde sie als Professorin für Allgemeine Geschichte an die Universität Bielefeld berufen, und von 2003 bis 2007 war sie Professorin für Deutsche Geschichte an der Yale University. Seit dem Wintersemester 2008/2009 ist sie Honorarprofessorin am Friedrich-Meinecke-Institut der Freien Universität Berlin. Seit 2008 ist sie Wissenschaftliches Mitglied der Max-Planck-Gesellschaft. Von 2008 bis 2024 war sie Direktorin am Max-Planck-Institut für Bildungsforschung in Berlin, wo sie den Forschungsbereich „Geschichte der Gefühle“ leitete.
Weitere Gastprofessuren hatte sie 1997 an der Hebräischen Universität Jerusalem, 2002 am Dartmouth College in New Hampshire und 2003 am Institut für die Wissenschaften vom Menschen in Wien sowie an der Maison des Sciences de l’Homme in Paris.
Zum 1. März 2023 wurde sie für einen Turnus von vier Jahren zur Präsidentin der Max Weber Stiftung berufen.
Ute Frevert ist verheiratet und hat drei Kinder.

## Auszeichnungen und Ehrungen
- 1998: Gottfried-Wilhelm-Leibniz-Preis
- 2004: Mitglied der Deutschen Akademie der Naturforscher Leopoldina[4]
- 2009: Mitglied der Berlin-Brandenburgischen Akademie der Wissenschaften
- 2012: Mitglied der Academia Europaea[5]
- 2013: Mitglied der British Academy[6]
- 2016: Bundesverdienstkreuz 1. Klasse[7]
- 2018: Ehrendoktorwürde der Universität Tampere, Finnland[8]
- 2020: Sigmund-Freud-Preis für wissenschaftliche Prosa der Deutschen Akademie für Sprache und Dichtung[9]
- 2020: Ernst-Hellmut-Vits-Preis[10]

## Schriften

### Autorin
- Krankheit als politisches Problem 1770–1880. Soziale Unterschichten in Preußen zwischen medizinischer Polizei und staatlicher Sozialversicherung. Dissertation, Bielefeld 1982. Vandenhoeck und Ruprecht, Göttingen 1984, ISBN 3-525-35721-4.
- Frauen-Geschichte. Zwischen Bürgerlicher Verbesserung und Neuer Weiblichkeit. Suhrkamp, Frankfurt am Main 1986, ISBN 3-518-11284-8 (Neue Historische Bibliothek).
- Ehrenmänner. Das Duell in der bürgerlichen Gesellschaft. Habilitationsschrift, Bielefeld 1989. Beck, München 1991, ISBN 3-406-35117-4.
- Mann und Weib und Weib und Mann. Geschlechterdifferenzen in der Moderne. Beck, München 1995, ISBN 3-406-39200-8 (eingeschränkte Vorschau in der Google-Buchsuche).
- mit Aleida Assmann: Geschichtsvergessenheit – Geschichtsversessenheit. Vom Umgang mit deutschen Vergangenheiten nach 1945. Deutsche Verlags-Anstalt, Stuttgart 1999, ISBN 3-421-05288-3.
- Die kasernierte Nation. Militärdienst und Zivilgesellschaft in Deutschland. Beck, München 2001, ISBN 3-406-47979-0 (eingeschränkte Vorschau in der Google-Buchsuche).
- Eurovisionen. Ansichten guter Europäer im 19. und 20. Jahrhundert. Fischer, Frankfurt am Main 2003, ISBN 3-596-60146-0.
- mit Monique Scheer, Anne Schmidt, Pascal Eitler, Bettina Hitzer, Nina Verheyen, Benno Gammerl, Christian Bailey, Margrit Pernau: Gefühlswissen. Eine lexikalische Spurensuche in der Moderne. Campus, Frankfurt am Main 2011, ISBN 978-3-593-39389-6 (Inhaltsangabe).
- Vertrauensfragen. Eine Obsession der Moderne. Beck, München 2013, ISBN 978-3-406-65609-5.
- Vergängliche Gefühle, Wallstein, Göttingen 2013, ISBN 978-3-8353-1160-2.
- Die Politik der Demütigung. Schauplätze von Macht und Ohnmacht. Fischer, Frankfurt am Main 2017, ISBN 978-3-10-397222-1.
- mit Bettina Frevert: Die Macht der Gefühle. Deutschland 19|19. Eine Ausstellung von Ute und Bettina Frevert. Ausstellungskatalog. Bundesstiftung zur Aufarbeitung der SED-Diktatur, Berlin 2019, DNB 1183696426.
- Kapitalismus, Märkte und Moral. Residenz, Wien/Salzburg 2019, ISBN 978-3-7017-3478-8.
- Mächtige Gefühle. Von A wie Angst bis Z wie Zuneigung – Deutsche Geschichte seit 1900. Fischer, Frankfurt am Main 2020, ISBN 978-3-10-397052-4.

### Herausgeberin
- Bürgerinnen und Bürger. Geschlechterverhältnisse im 19. Jahrhundert. Vandenhoeck und Ruprecht, Göttingen 1988, ISBN 3-525-35739-7 (eingeschränkte Vorschau in der Google-Buchsuche).
- Militär und Gesellschaft im 19. und 20. Jahrhundert. Klett-Cotta, Stuttgart 1997, ISBN 3-608-91801-9.
- Der Mensch des 19. Jahrhunderts. Campus, Frankfurt am Main, New York 1999, ISBN 3-593-36024-1.
- Der Mensch des 20. Jahrhunderts. Campus, Frankfurt am Main, New York 1999, ISBN 3-593-36272-4.
- Das neue Jahrhundert. Europäische Zeitdiagnosen und Zukunftsentwürfe um 1900. Vandenhoeck und Ruprecht 2000, ISBN 3-525-36418-0.
- Körpergeschichte. In: Geschichte und Gesellschaft. Nr. 26/4, Vandenhoeck und Ruprecht, Göttingen 2000, ISSN 0340-613X.
- Vertrauen. Historische Annäherungen. Vandenhoeck und Ruprecht, Göttingen 2003, ISBN 3-525-36270-6.
- mit Wolfgang Braungart: Sprachen des Politischen. Medien und Medialität in der Geschichte. Vandenhoeck und Ruprecht, Göttingen 2004, ISBN 3-525-36274-9 (eingeschränkte Vorschau in der Google-Buchsuche).
- mit Heinz-Gerhard Haupt: Neue Politikgeschichte. Perspektiven einer historischen Politikforschung. Campus, Frankfurt am Main 2005, ISBN 3-593-37735-7 (eingeschränkte Vorschau in der Google-Buchsuche).
- Geschichte bewegt. Über Spurensucher und die Macht der Vergangenheit. Edition Körber-Stiftung, Hamburg 2006, ISBN 3-89684-064-9.
- Moral economies. Vandenhoeck & Ruprecht, Göttingen 2019, ISBN 978-3-525-36426-0.